# Sevel Kirke
Sevel Kirke ligger i landsbyen Sevel i Sevel Sogn, Holstebro Kommune (Viborg Stift).

## Bygning og inventar
Sevel Kirke er karakteristisk for opførelsesperioden og området bygget i kvadersten i romansk stil. Soklen har profileret kant på den ældste del og skrå kant på udvidelsen fra det 16. århundrede.
Blandt inventaret i kirken er døbefont i granit fra den romanske tid. Altertavlen stammer fra 1515 og er et træskærerarbejde. Motivet er Jesu korsfæstelse med Kristus placeret centralt øverst i feltet og en række personer omkring, bl.a. de to røvere, der flankerer ham, og Maria Magdalene, Jesus' mor, Pontius Pilatus og andre, der ser op på ham. Et par engle, der opfanger Jesus' blod er en senere tilføjelse. Foran alteret er et gitter af jern fra 1723 med årstal og initialer på giverne indgraveret.
Prædikestolen er fra 1605 og dekoreret med våbenskjold for slægterne til giverne, Knud og Christence Juel. I tårnrummet finder man et epitafium over Knud Juel.
Kirkens klokke er senest ombygget i 1876, og der findes et klokkespil doneret til kirken i 1938. En model af skoleskibet Danmark er ophængt i kirkens skib. Klokkespillet spiller  Kl. 8: Nu rinder solen op af østerlide.
Kl. 12: Befal du dine veje
Kl. 16: Nu hviler mark og enge. En model af skoleskibet Danmark er ophængt i kirkens skib.

## Historie
Sevel Kirkes kor og den østlige del af skibet blev opført i perioden omkring 1200. I 1554-77 blev den udvidet med den vestlige del, herunder tårnet. Udvidelsen blev lavet på foranledning af Iver Juel, herremand på Stubbergård, ved hjælp af materialer fra den gamle Trandum Kirke. Juel havde fået tilladelse til nedrivning af kirken i Trandum og udvidelsen af kirken i Sevel af kongen, men han oplevede ikke selv at se det nye tårn, idet han døde to år efter igangsættelsen af byggeriet, der trak længe ud på grund af problemer med konstruktionen af tårnet. Våbenhuset blev bygget til i 1765.
Kirken blev gennemgribende renoveret i 1974-75, og senest er det foretaget en indvendig renovering i 2016.